# Marko Đukanović
Marko Đukanović (en serbio cirílico: Марко Ђукановић) fue un político e ingeniero de Montenegro. Ingeniero civil de formación, Đukanović fue Ministro de Guerra del 19 de julio de 1911 al 10 de agosto de 1911, Presidente del Consejo de Estado y Presidente de la Asamblea Popular de Montenegro durante el reinado del rey Nicolás.

## Biografía
Los Đukanović demostraron ser buenos soldados en Vučji Do como vengadores de Kosovo, como escribió la prensa montenegrina sobre esa batalla en ese momento, por lo que el príncipe Nicolás los trasladó de Čevo a Nikšić, para proteger la frontera montenegrina recientemente ampliada. Es el tío abuelo de Milo Đukanović.
Terminó la escuela secundaria y la escuela técnica en París como cadete estatal, favorecido por ser nieto del obispo Rada, es decir. su madre era sobrina del obispo. Después de regresar a Montenegro, trabajó en la administración pública como ingeniero. Cuando se creó el departamento de construcción en el Ministerio del Interior, fue nombrado jefe de ese departamento con el rango de jefe del ministerio y permaneció en ese cargo durante muchos años. En ese momento se ganó la reputación de ser un hombre valioso y un buen ingeniero en la construcción de carreteras y puentes estatales. Durante la era constitucional de Montenegro, se convirtió en asesor estatal y poco después en presidente del Consejo de Estado. Fue elegido Presidente de la Asamblea Popular en 1908, ocultando hábilmente su deslealtad hacia la oposición. En 1910 asumió el cargo de Ministro del Interior. Se le achacó que durante su ministerio comenzó la corrupción en Montenegro, lo que también le afectó a él. Las acusaciones de la oposición en la Asamblea fueron que, siendo ingeniero, construyó una casa para él y sus suegros, así como para uno de sus compañeros.
Como ingeniero, diseñó muchos edificios importantes de esa época en Montenegro. Dirigió la construcción de varios edificios de la familia real en Cetiña, un monasterio en Nikšić, sentó las bases de lo que entonces era Podgorica y dirigió el desfile en honor de la entronización del rey Nicolás. Sus hermanos eran Blažo y Milo Đukanović, de quienes recibió el nombre de Milo Đukanović.
Durante la declaración de Montenegro como reino, en su calidad de Presidente de la Asamblea, pronunció un discurso en la apertura de la sesión de la Asamblea Nacional de Montenegro, en el que dijo, entre otras cosas:

Se sabe que el primer estado serbio del Imperio Romano, el señor Zeta Ivan Crnojević, no se sometió a la mala suerte del resto del pueblo serbio, sino que se refugió en estas montañas Zeta y fundó así Montenegro, que durante siglos libró una lucha heroica para preservar este último vestigio de tierra serbia, y se sabe que conservó en ella la última chispa de libertad e independencia serbia hasta nuestros días. 

Antes del estallido del Levantamiento de Navidad, él (junto con otras personas) fue arrestado porque se le consideraba uno de los organizadores del Levantamiento de Navidad en la zona de Nikšić y sus alrededores. Después de la liberación de la ocupación austriaca de Montenegro (1916-1918), se jubiló y continuó su vida en Nikšić. Era un federalista por convicción.